# Vene pulmonare
Venele pulmonare sunt venele care transportă sângele oxigenat din plămâni la inimă. Cele mai mari vene pulmonare sunt cele patru vene pulmonare principale, câte două pentru fiecare plămân care se varsă în atriul stâng al inimii. Venele pulmonare fac parte din circulația pulmonară .

## Anatomie
Căte două vene pulmonare principale ies din fiecare hil pulmonar, colectând sângele de la trei sau patru vene bronșice și se varsă în atriul stâng. O venă principală inferioară și una superioară drenează sângele din fiecare plămân, astfel încât, în total, sunt patru vene principale. 
La baza plămânului, vena pulmonară superioară dreaptă se află în față și puțin sub artera pulmonară; cea inferioară este situată în partea inferioară a hilului pulmonar. În spatele arterei pulmonare se află bronhia.  Venele pulmonare principale drepte (ce conțin sânge oxigenat) trec prin spatele atriului drept și  al venei cave superioară iar cele principales stângi prin fața aortei toracice descendente. 

### Variație
Ocazional, cele trei vene lobare din partea dreaptă rămân separate și nu rareori cele două vene lobare stângi se termină printr-o deschidere comună în atriul stâng. Prin urmare, numărul venelor pulmonare care se deschid în atriul stâng poate varia între trei și cinci la populația sănătoasă. 
Cele două vene lobare stângi pot fi unite ca o singură venă pulmonară la aproximativ 25% din oameni; cele două vene lobare drepte pot fi unite în aproximativ 3% din oameni. 

## Fiziologie
Venele pulmonare joacă un rol esențial în respirație, prin primirea sângelui care a fost oxigenat în alveolele pulmonare și revenirea acestuia în atriul stâng. 

## Semnificație clinică
Ca parte a circulației pulmonare, acestea transportă sânge oxigenat înapoi la inimă, spre deosebire de venele circulației sistemice care transportă sânge neoxigenat. 
Un defect genetic rar al venelor pulmonare poate determina ca acestea să se verse în circulația pulmonară în întregime sau parțial, acest defect fiind cunoscut ca o conexiune venoasă pulmonară anomală totală (sau drenare) sau, respectiv, conexiune pulmonară anomală parțială. 

## Imagini suplimentare

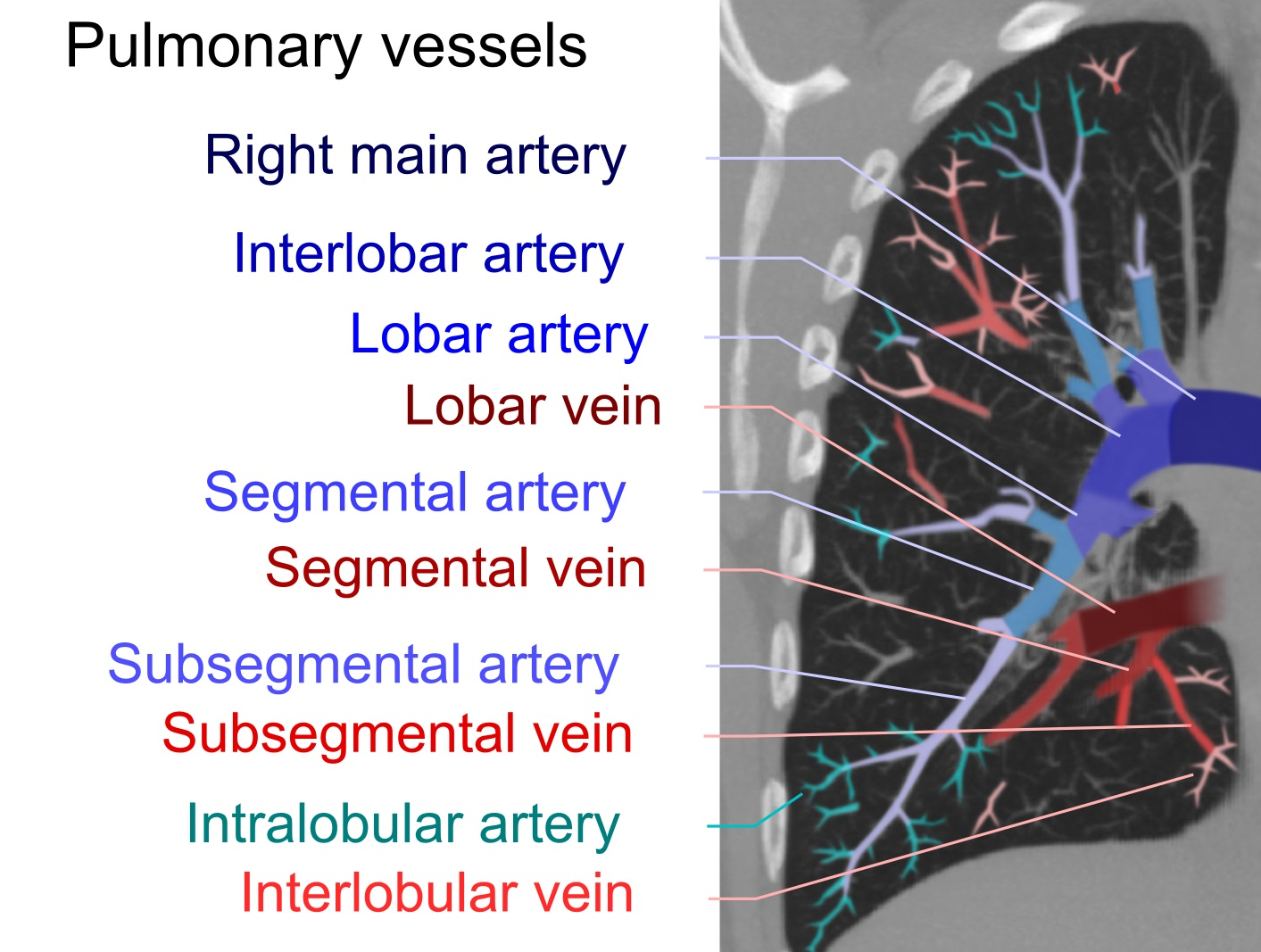
Tomografie computerizată a unui plămân normal, cu diferite niveluri de vene pulmonare.
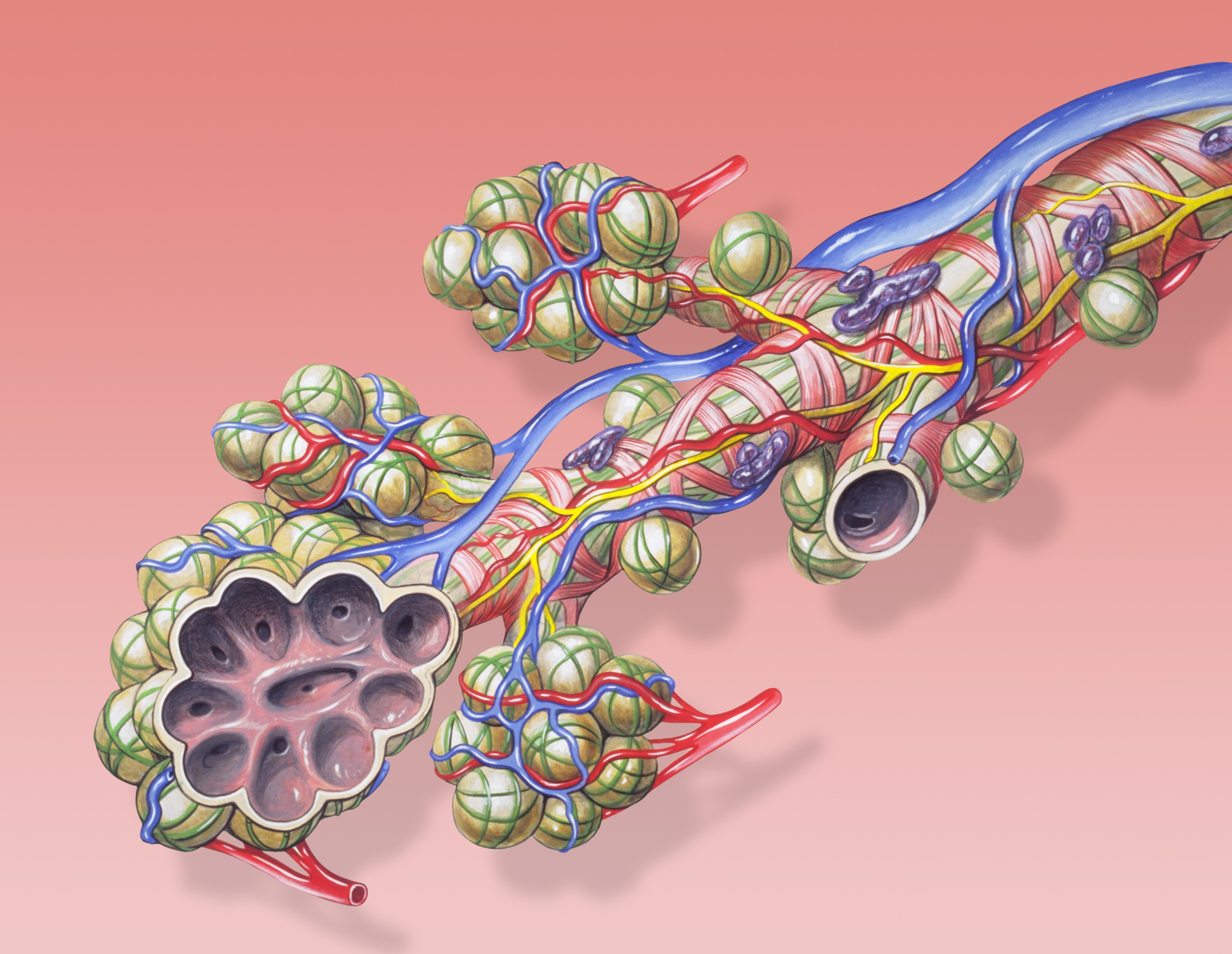
Anatomia bronșică
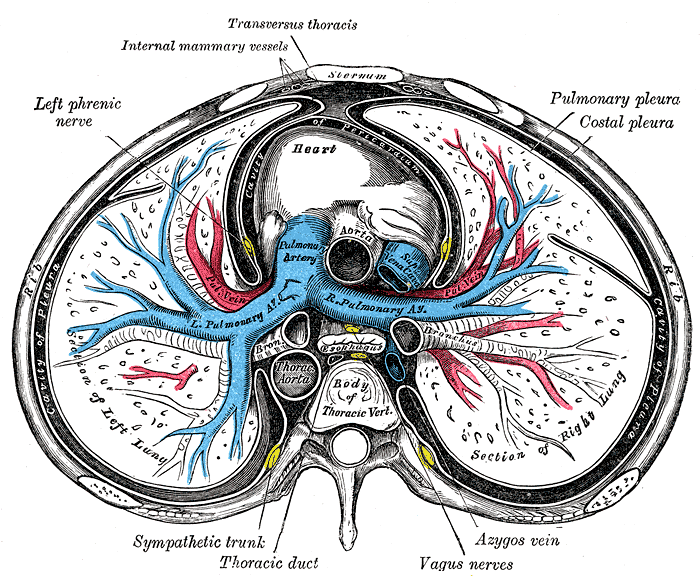
Secțiune transversală a toracelui, care prezintă relații ale arterei pulmonare.
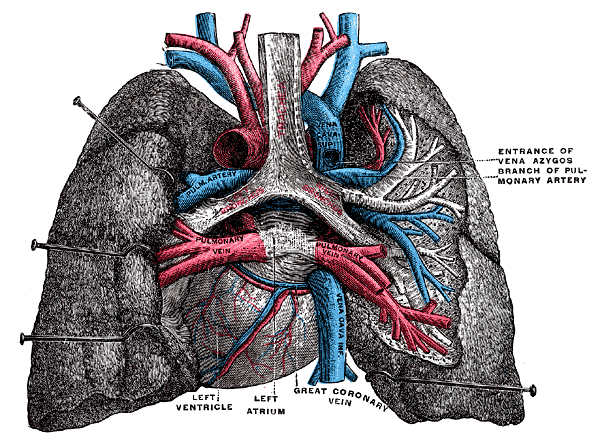
Vasele pulmonare, văzute într-o vedere dorsală a inimii și a plămânilor.